# Colonia La Argentina
Colonia La Argentina é uma junta de governo da província de Entre Ríos, na Argentina.